# Desmopsis verrucipes
Desmopsis verrucipes Chatrou, G.E.Schatz & N.Zamora – gatunek rośliny z rodziny flaszowcowatych (Annonaceae Juss.). Występuje endemicznie w Kostaryce. 

## Morfologia
PokrójZimozielone drzewo dorastające do 8 m wysokości.
LiścieMają eliptyczny kształt. Mierzą 13,1–32 cm długości oraz 4,3–12,3 cm szerokości. Nasada liścia jest klinowa. Liść na brzegu jest całobrzegi. Wierzchołek jest spiczasty. Ogonek liściowy jest nagi i dorasta do 5–13 mm długości.
KwiatyZebrane w pęczki. Rozwijają się w kątach pędów lub bezpośrednio na pniach i gałęziach (kaulifloria). Działki kielicha mają trójkątny kształt i dorastają do 9–20 mm długości. Płatki mają kształt od trójkątnego do lancetowatego osiągają do 15–30 mm długości. Kwiaty mają 50–70 pręcików i 15–22 słupków.
OwocePojedyncze. Osiągają 8–18 mm długości. Osadzone są na szypułkach.

## Biologia i ekologia
Rośnie w lasach. Występuje na terenach nizinnych.